# 호류정
호류정(宝立町)은 이시카와현 스즈군에 설치되었던 정이다.